# Halliday (Dakota del Nord)
Halliday è un centro abitato (city) degli Stati Uniti d'America, situato nella Contea di Dunn nello Stato del Dakota del Nord. Nel censimento del 2000 la popolazione era di 227 abitanti. La città è stata fondata nel 1914.

## Geografia fisica
Secondo i rilevamenti dell'United States Census Bureau, la località di Halliday si estende su una superficie di 1,20 km², tutti occupati da terre.

## Popolazione
Secondo il censimento del 2000, a Halliday vivevano 227 persone, ed erano presenti 62 gruppi familiari. La densità di popolazione era di 189 ab./km². Nel territorio comunale si trovavano 155 unità edificate. Per quanto riguarda la composizione etnica degli abitanti, il 92,51% era bianco, il 6,17% era nativo e l'1,32% apparteneva a due o più razze. La popolazione di ogni razza ispanica corrispondeva al 2,20% degli abitanti.
Per quanto riguarda la suddivisione della popolazione in fasce d'età, il 17,6% era al di sotto dei 18, il 4,0% fra i 18 e i 24, il 16,7% fra i 25 e i 44, il 27,3% fra i 45 e i 64, mentre infine il 34,4% era al di sopra dei 65 anni di età. L'età media della popolazione era di 54 anni. Per ogni 100 donne residenti vivevano 100,9 maschi.